# Historia Armenii

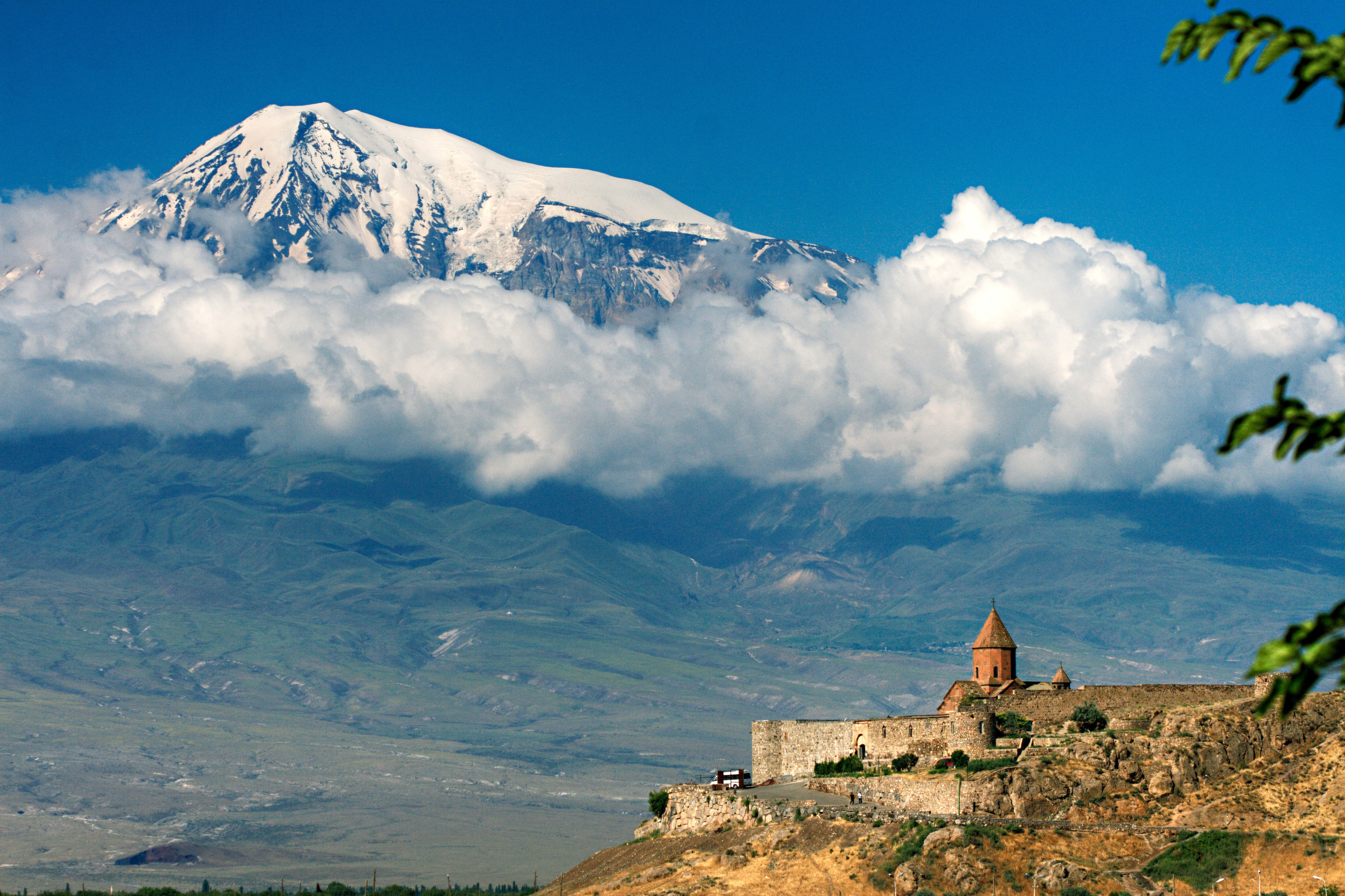
Ararat – święta góra Ormian; symbol kraju

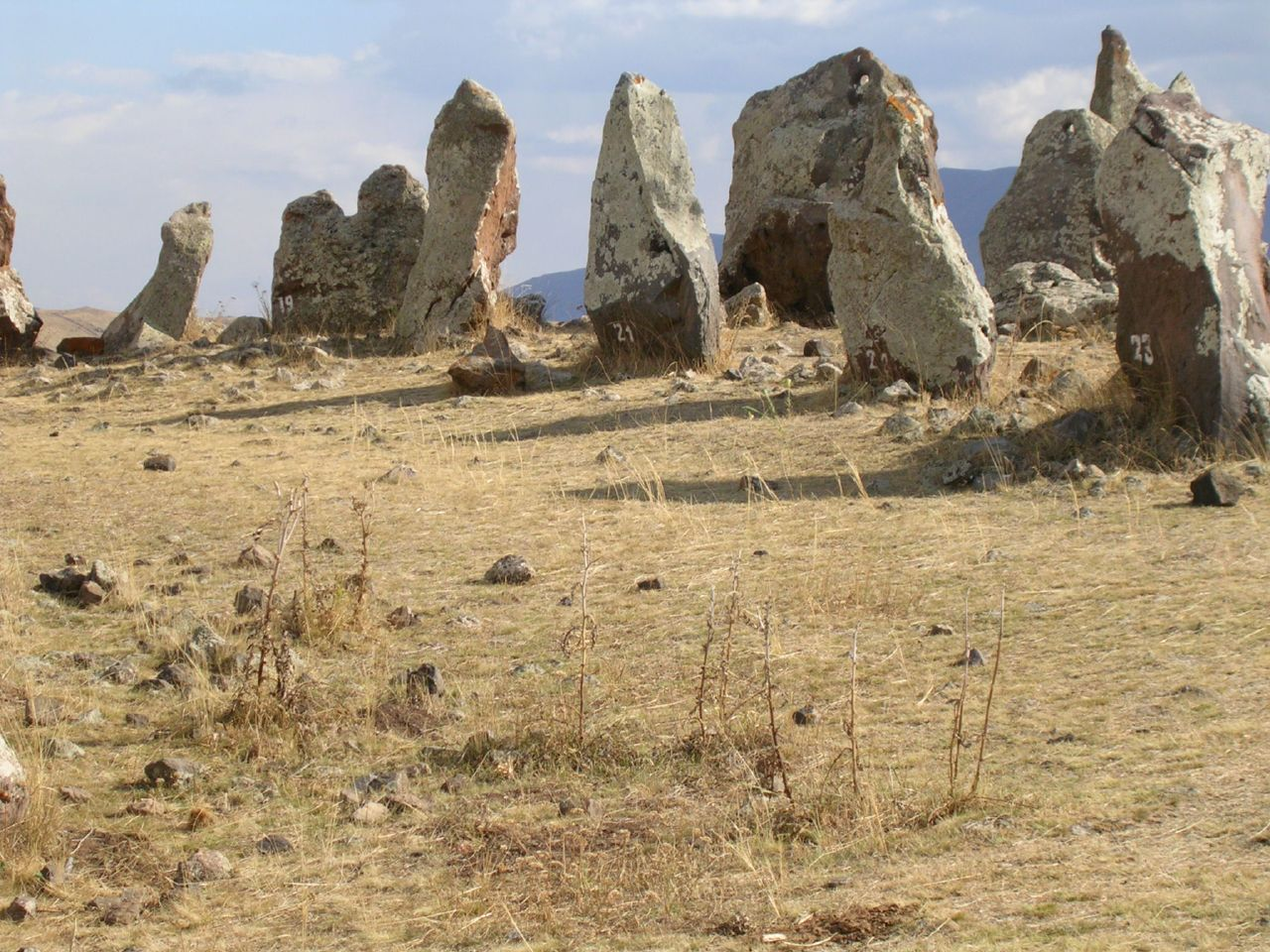
Paleolityczne megality w Armenii

Armenia w minionych okresach historycznych obejmowała znacznie większe terytorium, niż zajmuje współczesna Republika Armenii, stąd opis historii tego kraju obejmuje także dzieje ziem wchodzących obecnie w skład innych państw, zwłaszcza Turcji, a także Azerbejdżanu i Syrii.

## Prehistoria
Zdaniem niektórych autorów na terenach Wyżyny Armeńskiej opracowana została technologia wytopu żelaza (Metsamor, Çatal Höyük i in.) oraz zapoczątkowano hodowlę koni. Zdaniem części badaczy (np. Colin Renfrew, Tamaz Gamkrelidze, Wiaczesław Iwanow), Wyżyna Armeńska wraz z Azją Mniejszą jest praojczyzną Indoeuropejczyków (tzw. hipoteza anatolijska). Zgodnie z tą koncepcją Ormianie są potomkami rdzennych mieszkańców tych terenów i wraz z przybyłymi ze wschodu w okresie późniejszym irańskojęzycznymi Kurdami są obecnie jedynymi indoeuropejskimi narodami zamieszkującymi te obszary.

Państwo Urartu w 743 r. p.n.e.

Pierwszy organizm państwowy na historycznych ziemiach Armenii powstał w II tys. p.n.e. i położony był w pobliżu jeziora Wan. W źródłach hetyckich figuruje on pod nazwą Hajasa lub Hajasa-Acci. Nieznana jest etniczna przynależność mieszkańców tego państwa. Władze Turcji, do której obecnie należą te obszary, niechętnie godzą się na prowadzenie prac badawczych i wykopaliskowych na historycznych ziemiach Ormian. Część uczonych uważa, że używana w języku ormiańskim nazwa Ormian – ՀԱՅ (Haj), i Armenii – ՀԱՅՔ, ՀԱՅԱՍՏԱՆ (Hajk, Hajastan), pochodzą od nazwy Hajasa, która w języku hetyckim można przetłumaczyć jako Kraj Hajów. Po upadku państwa Hetytów brak wzmianek o Hajasie; mniej więcej na tym obszarze pojawiło kolejne silne państwo – Urartu, które powstało ok. 860 i trwało do ok. 580 r. p.n.e., gdy zostało zniszczone przez irańskich Medów. Wtedy rozpoczął się proces politycznej oraz wynikającej z polityki kulturowej i religijnej dominacji ludów irańskich.
Według innych badaczy przodkowie Ormian pojawili się na terenach Wyżyny Armeńskiej ok. XII w. p.n.e., podczas wielkiej wędrówki ludów w regionie. Według tych koncepcji początkowo zasiedlili oni obszary zachodniej i południowej części historycznej Armenii, tj. tereny nazwane w późniejszym okresie Małą Armenią. W VII w. p.n.e. powstało tam niewielkie państwo ormiańskie, znane u Greków (od nazwy stolicy) jako Militena, zaś w Biblii wspominane jako Dom Togarmy (hebr. ‏בית תוגרמה‎, orm. Տորգոմ, Торгом) (m.in. Ks. Ezechiela 27, 14; 38,6). Państwo to zostało podbite przez władcę medyjskiego Kyaksaresa, prawdopodobnie w tym samym roku co Urartu.
Nazwę Armenia, którą Ormianie nigdy się nie posługiwali, nadali krajowi jego południowi sąsiedzi – Persowie i Medowie oraz Aramejczycy. Pochodzi ona od nazwy jednej z pogranicznych prowincji państwa Urartu, którą zamieszkiwali głównie Aramejczycy.
Proces armenizacji Pogórza Armeńskiego zachodził stopniowo, a jego przebieg poznany jest dość słabo. Jeszcze Ksenofont, który przeszedł przez te tereny w 401 r. p.n.e. i opisał je, określał Ormian jako jedynie jedno z wielu plemion zamieszkujących wyżynę; pozostałą część stanowiły ludy posługujące się (prawdopodobnie) językami kaukaskimi. Jednak na początku naszej ery Strabon napisał, że cała ludność tych ziem mówi jednym językiem (ormiańskim).

## Armenia pod władzą Persów
Po raz pierwszy określenie Armenia (w formie Armina) wystąpiło na zapisanych pismem klinowym tabliczkach powstałych za czasów panowania perskiego króla Dariusza I, który rządził w latach 522–486 p.n.e. Wkrótce nazwa ta pojawiła się u Herodota i Ksenofonta. We wszystkich tych źródłach określenia Armenia i Urartu są używane synonimicznie.
W Cyropedii Ksenofont wspomniał o państwie ormiańskim, podległym Medii, jednak dążącym do niepodległości. Nie podał imienia władcy, znane są natomiast imiona jego synów: Tigran i Sabaris oraz imię dowódcy wojska – Embas. Według niego było to państwo bogate i posiadające silną armię. Cyropedia nie jest jednak dziełem historycznym, lecz utworem fabularnym o polityczno-dydaktycznej wymowie, a opisane w niej wydarzenia nie znajdują potwierdzenia w historii, często jednak pojawiają się w niej imiona prawdziwych postaci historycznych.
Niewątpliwym natomiast jest, że w 521 r. p.n.e. Armenia, zależna od Persji od ok. 550 r. p.n.e., była jedną z satrapii perskiej monarchii Achemenidów, która zbuntowała się przeciw władzy perskiej pod wpływem medyjskiego królewicza. Wynikałoby z tego, że Ormianie uważali medyjską dynastię za prawowitych władców swego kraju. Powstanie to zostało stłumione w pięciu bitwach przez dwóch wodzów Dariusza (jeden był prawdopodobnie Ormianinem), zaś kraj został podzielony i włączony w skład dwóch satrapii: 13. i 18. Ksenofont, który w 401 r. p.n.e. po bitwie pod Kunaksą przeszedł wraz z 10 tys. Greków przez obszar Armenii, wspomina o satrapie Armenii Erwandzie, żonatym z córką perskiego króla.

## Państwo Ararackie, Wielka i Mała Armenia

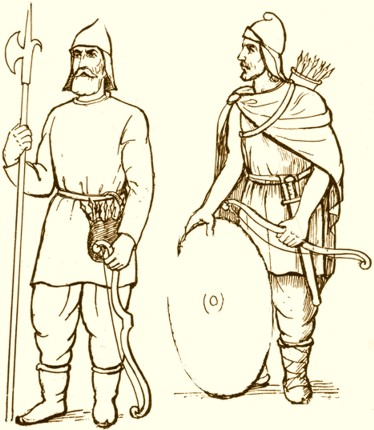
Wojowie z Armenii w charakterystycznych czapkach

Armenia pozostawała pod władzą Persów do czasu podboju przez Aleksandra Macedońskiego w 330 r. p.n.e., który przyłączył do swego państwa pokonany kraj wraz z Armenią. Władza Aleksandra nad Armenią miała czysto nominalny charakter – po pokonaniu Persji zarządzający Armenią namiestnicy króla perskiego uznali władzę macedońską, wobec czego zwycięskie wojska nie wkroczyły na obszar tego kraju, lecz kontynuowały podboje na wschodzie. W rezultacie po śmierci Aleksandra Macedońskiego satrapa Armenii Wschodniej Oront (Erwand) ogłosił się królem. Nowo powstałe państwo określane było mianem królestwa ararackiego, zaś jego stolicą był Armawir. Wkrótce kraj ten został podbity przez Antiocha Wielkiego, jednak niedługo potem, gdy Antioch poniósł klęskę w wojnie z Rzymianami, mianowani przez niego namiestnicy Armenii (prawdopodobnie wywodzący się ze starego ormiańskiego rodu królewskiego): Artakses I (orm. Artaszes) i Zariadres (Zarech) ogłosili się władcami (189 r. p.n.e.). W rezultacie powstały trzy ormiańskie państwa: Wielka Armenia (na wschód od Eufratu, pozostająca pod rządami Artaksesa), Mała Armenia (na zachód od Eufratu; władzę w tym kraju sprawował Mitrydat II – krewny i sojusznik Antiocha), oraz Sofena, położona w rejonie Diyarbakıru, gdzie rządził Zariadres.
Strabon, a za nim Pliniusz Starszy i Ptolemeusz opisują dokładnie ormiańskie ziemie i ich granice:
Wielką Armenię dzieliły od położonych na północy Pontu i Kolchidy Góry Knorskie, a od Iberii i Albanii – rzeka Çoruh; od położonej na wschodzie Medii – Araks i góry Atropateńskie, od południa kraj otaczały góry Nifackie, za którymi rozciągała się Asyria, zaś granicę z Mezopotamią stanowił Tygrys; na zachodzie, za rzeką Eufrat leżała Mała Armenia.
Mała Armenia była od północy oddzielona od Pontu przez kilka niewielkich pasm górskich, od wschodu – od Wielkiej Armenii – przez Eufrat, od południa – od Syrii i Cylicji – przez Taurus, a z zachodu, od Kapadocji – odgałęzieniami gór Antytaurusu.

## Historia Wielkiej Armenii

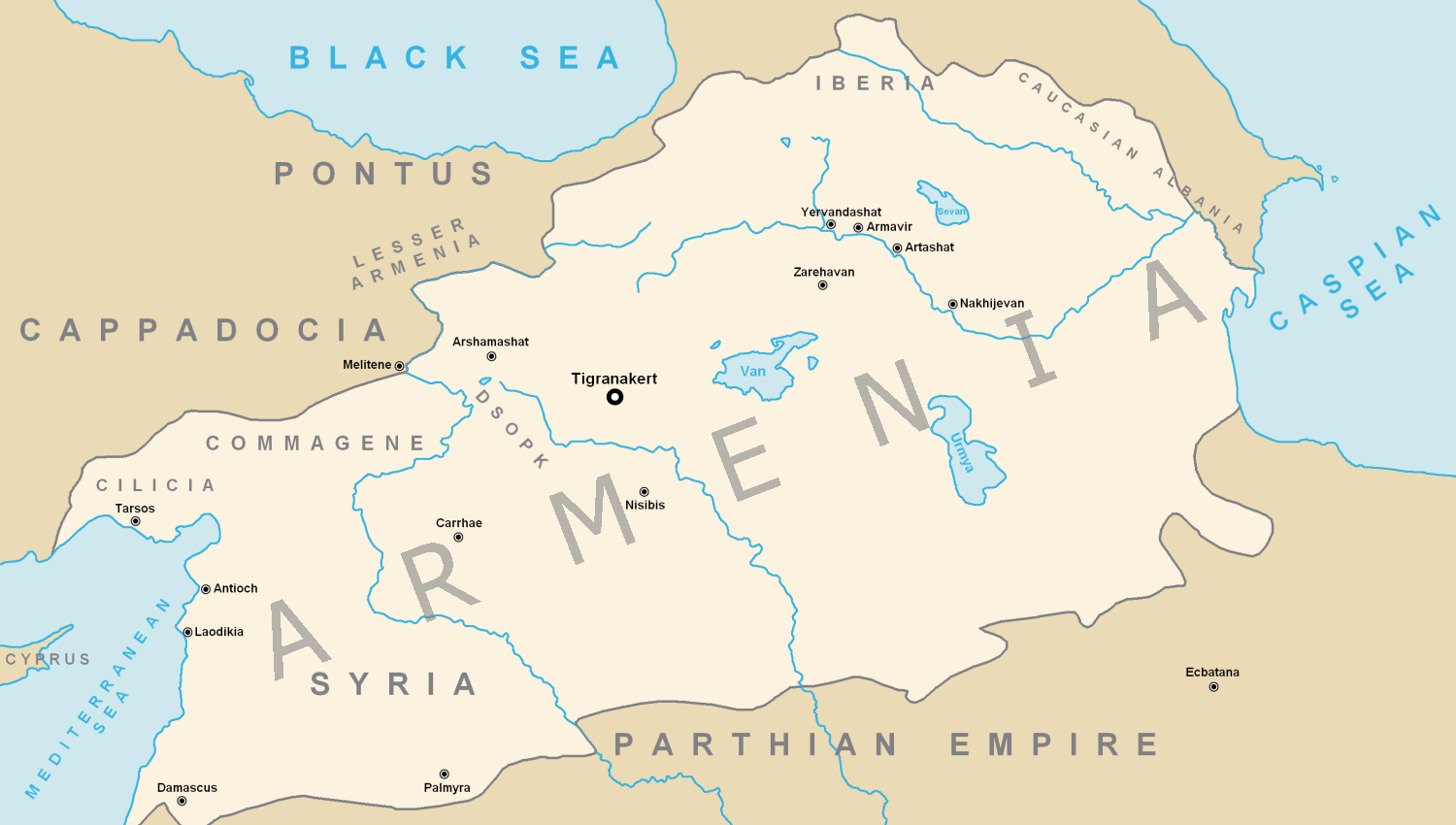
Największy zasięg państwa Tigranesa Wielkiego

Armenia w okresie podległości Rzymowi (ok. 50 n.e.)

Dynastia Artaksydów panowała blisko 200 lat. Stolicą kraju w tym okresie był Artaszat, miasto położone nad Araksem, niedaleko starego grodu Armawir (i obecnego Erywania), założone przez Artaszesa w miejscu, które według tradycji doradził mu Hannibal.
Najznamienitszym przedstawicielem tej dynastii był Tigranes Wielki (95–56 r. p.n.e.). W młodości był on zakładnikiem u Partów, którzy odnieśli zwycięstwo nad Ormianami, jednak po objęciu tronu pokonał Partów i zdobył na nich Atropatene (obecnie Azerbejdżan irański) oraz przyjął tytuł króla królów. Wkrótce potem zawarł sojusz z Mitrydatesem Eupatorem, przypieczętowany małżeństwem z jego córką, Kleopatrą. Następnie zajął Syrię i Palestynę, likwidując państwo Seleucydów. Na nowo podbitych ziemiach została założona druga stolica państwa – Tigranakert (łac. Tigranocerta), gdzie przesiedlił mieszkańców licznych greckich miast. Odtąd kraj miał dwie równorzędne stolice. Pasmo sukcesów Tigrana przerwała wojna z Rzymianami pod wodzą początkowo Lukullusa, a następnie Pompejusza, w wyniku której w 63 r. p.n.e. utracił niemal wszystkie wcześniejsze podboje. Syn Tigrana, Artawezdes, został zdradziecko pojmany przez Marka Antoniusza i stracony.
Za rządów Oktawiana Augusta Armenia znajdowała się w rzymskiej sferze wpływów, jednak po jego śmierci także Partia zaczęła starania o wpływy w Armenii. Sprzyjało temu wygaśnięcie dynastii (w 10 r. n.e.) i bliskość kulturowa. Wkrótce Ormianie zaproponowali objęcie tronu członkowi partyjskiej dynastii królewskiej Arsacydów, Wowonesowi. Rządził on niedługo, zastąpiony przez władcę Iberii, Mitrydatesa. Założona przez niego dynastia prowadziła politykę prorzymską, m.in. w związku z tym partyjski król Wologazes osadził na ormiańskim tronie swego brata Tiridatesa, co stało się przyczyną wojny między Partią a Rzymem. W jej trakcie wojska wysłane przez cesarza Nerona zajęły całą Armenię, jednak wkrótce poniosły druzgocącą klęską w bitwie nad Radneje (62 r. n.e.). W konsekwencji Neron uznał władzę Tiridatesa nad Armenią. Jedynym warunkiem było – ważne dla cesarza ze względów prestiżowych – aby Tiridates otrzymał władzę z rąk samego Nerona i w tym celu musiał on przybyć do Rzymu. Odtąd Armenia pełniła rolę państwa buforowego między Rzymem a Partią. Jeden z kolejnych cesarzy rzymskich, Trajan, rozpocząwszy wojnę z Partią ogłosił Armenię rzymską prowincją (117 r.), lecz jego następca, Hadrian, nakazał legionom odwrót za Eufrat.
Na poły wasalne stosunki między Persją a Armenią zmieniły się we wrogie, kiedy w Arsacydzi zostali obaleni przez Sasanidów. Władca Armenii, Chosroes, przez długie lata wojował z Ardaszirem (Artakserksesem), założycielem nowej dynastii perskiej. W połowie III wieku Ardaszir podporządkował sobie całą Armenię.

### Przyjęcie chrześcijaństwa
W 286 r. z poparciem rzymskim na ormiański tron wstąpił syn Chosroesa, Tiridates Wielki, za rządów którego w Armenii rozpowszechniło się chrześcijaństwo. Ważną rolę w przyjmowaniu nowej religii odegrał św. Grzegorz Oświeciciel, który został pierwszym katolikosem Kościoła Ormiańskiego (302–326). Początkowo chrześcijanie byli prześladowani, jednak kiedy w 301 r. Tiridates się ochrzcił, zyskała status religii państwowej i wyparła tradycyjne wierzenia ormiańskie, powiązane z religią irańską. Proces ten nie zawsze przebiegał pokojowo. W 365 dawne praktyki religijne zostały formalnie zabronione przez synod Kościoła Ormiańskiego zwołany przez arcybiskupa Nersesa w Asztiszacie.

### Podział Wielkiej Armenii

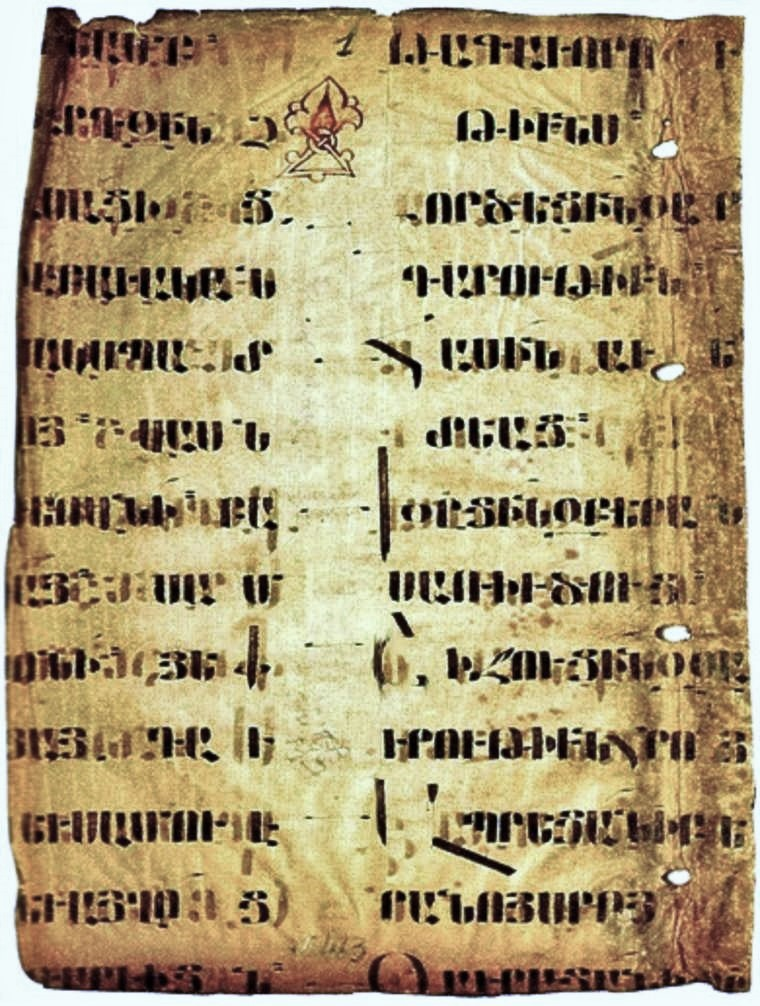
Manuskrypt ormiański z V – VI w.

W 253 roku król perski Szapur I podbił Armenię i zarządzał nią, do czasu gdy w 287 roku Rzymianie restaurowali królestwo.
W 387 r. Wielka Armenia została podzielona: największa część kraju przypadła Persji, mniejszą zajął Rzym, zaś północne tereny – prowincje Arcach (Górski Karabach), Utik, Szakeszan – weszły w skład Albanii kaukaskiej, także stanowiącej część państwa perskiego.
W okresie tym, w celu przekładu Biblii i innych ksiąg religijnych na język ormiański, co miało umocnić chrześcijaństwo, Mesrop Masztoc opracował w latach 405–406 alfabet ormiański.
Na obszarach perskiej części Armenii, jeszcze przez jakiś czas po zajęciu przez Persję, członkowie dynastii Arsacydów władali jako wasale królów z dynastii Sasanidów, jednak w 428 r. król perski Bahram V przekształcił Armenię w prowincję.
Panowanie dynastii Sasanidów w Armenii charakteryzowało się m.in. krwawymi próbami wyplenienia chrześcijaństwa. Prześladowania te były spowodowane m.in. postrzeganiem chrześcijan jako elementu sprzyjającego głównemu wrogowi państwa – cesarstwu wschodniorzymskiemu (Bizantyńskiemu), w którym chrześcijaństwo było religią państwową. Te działania z kolei powodowały niezadowolenie Ormian i próby zrzucenia obcego jarzma (np. bitwa pod Awarajr). Mianowani przez perskich władców namiestnicy (marzbanowie) dysponowali w wielu dziedzinach nieograniczoną władzą.
W 591 r. wielki bizantyjski wódz i cesarz Maurycy zwyciężył Persów i ponownie przyłączył do Bizancjum pozostałe tereny Armenii. W 629 r. cesarz Herakliusz, zawierając pokój, zakończył wojnę i zatwierdził podboje dokonane przez Maurycego.
W latach 30. VII wieku rozpoczęła się ekspansja Arabów poza Półwysep Arabski. Najechali oni Persję i w 651 r. dynastia Sasanidów upadła; jej miejsce zajęli kalifowie.
W 645 r. Arabowie najechali także na tereny Armenii. W czasie tych prób podboju ziemie Wielkiej Armenii znacznie ucierpiały; obszarami tymi zarządzali na przemian arabscy i bizantyjscy namiestnicy. Ostatecznie większa część kraju znalazła się we władzy Kalifatu, zaś reszta Armenii pozostawała częścią Cesarstwa Bizantyjskiego. Liczni żyjący w tym państwie Ormianie mieli silną pozycję – wielu cesarzy było pochodzenia ormiańskiego, m.in. Herakliusz, Filipikos oraz Bazyli I.

Armenia ok. 1000 r.

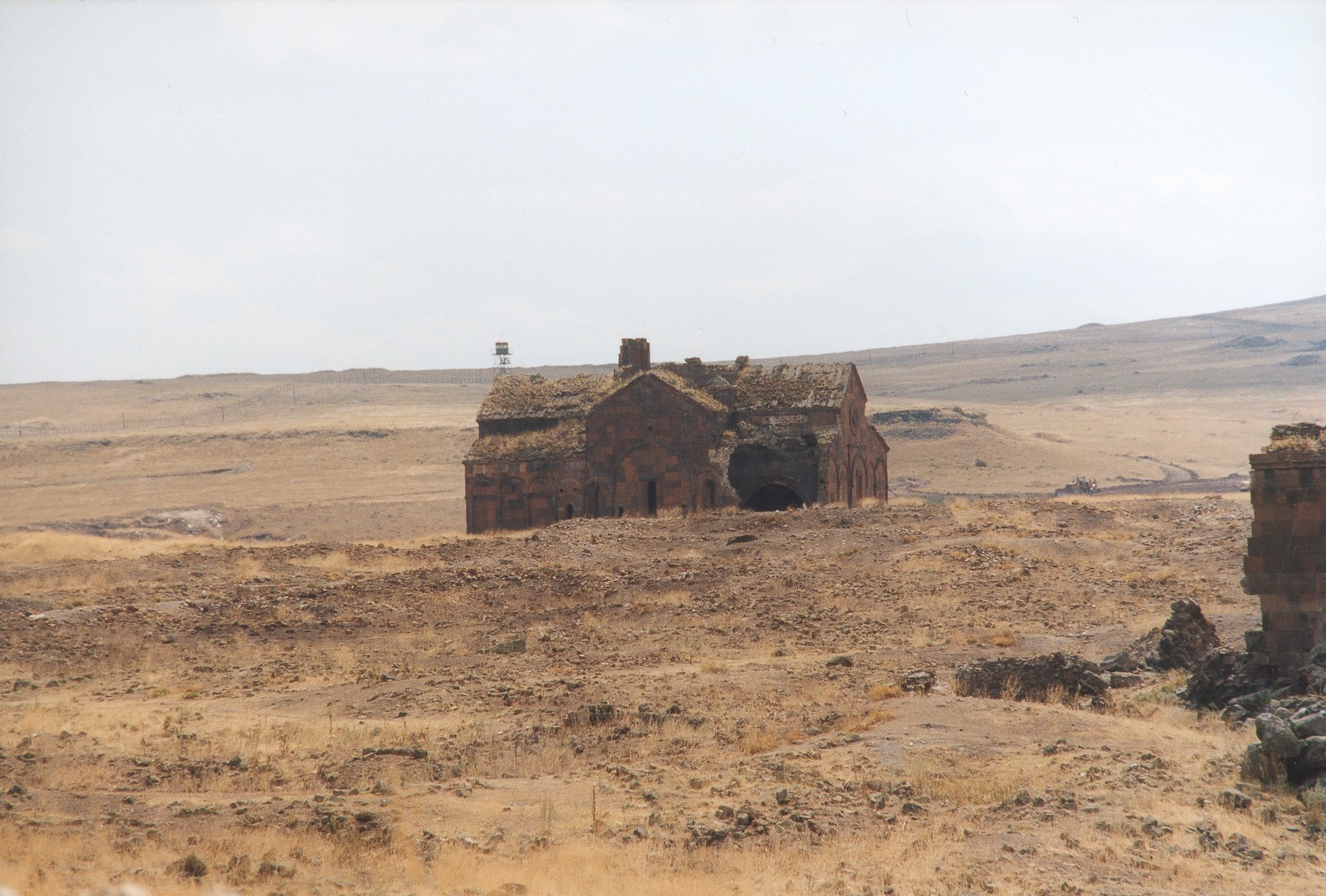
Katedra w Ani

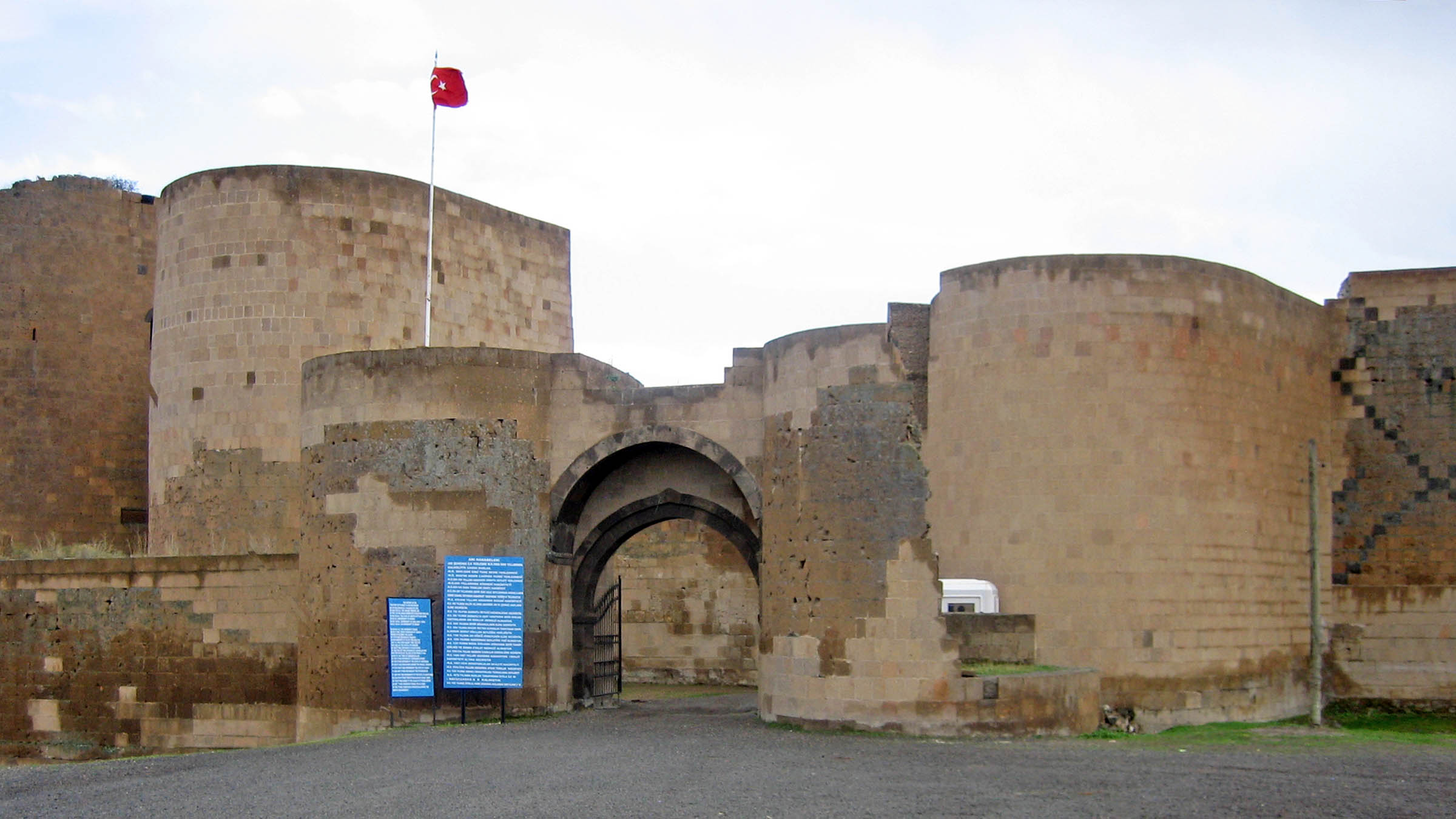
Brama lwów w Ani

W 885 r. Aszot I Wielki (zm. 889), potomek starego i potężnego ormiańskiego rodu, za zgodą kalifa uzyskał koronę i stał się założycielem trzeciej potężnej ormiańskiej dynastii królewskiej, Bagratydów, panującej do 1046 r. Pod władzą jego następców Armenia Wielka ponownie została lokalną potęgą, jednak na przełomie X i XI wieku spory wewnątrzdynastyczne osłabiły kraj na tyle, że nie mógł oprzeć się jednoczesnemu atakowi Seldżuków i Bizantyjczyków. W rezultacie Grecy zajęli niemal całą Armenię Wielką, a jedynie kilku książąt ormiańskich zachowało niezależność. Państewka te istniały do podboju mongolskiego w 1242 r.
W 1472 r. Wielka Armenia została częścią Persji. Zachodnią część kraju w sto lat później podbił turecki sułtan Selim II. Wschodnia część kraju pozostała pod władzą Persji do czasów wojen rosyjsko-perskich (1813 i 1829 r.) oraz rosyjsko-tureckiej (1878), kiedy weszła w skład Rosji.

## Historia Armenii Małej
Na terenie Małej Armenii dynastia założona przez Mitrydatesa panowała do końca I w. p.n.e., kiedy Mitrydates VI Eupator przyłączył kraj do swego państwa. Pokonawszy Eupatora Pompejusz przekazał Armenię swemu sojusznikowi Deiotarusowi, tetrarsze Galatii. Po śmierci syna Dejotara Rzymianie przekazywali te ziemie różnym władcom, aż wreszcie przekształcili je w rzymską prowincję. Przy podziale państwa rzymskiego (405 r.) przypadła Cesarstwu Wschodniorzymskiemu.

## Królestwo Anijskie
Budując feudalne państwo, dynastia Bagratydów w IX wieku szybko doprowadziła do odrodzenia kulturowego, politycznego i ekonomicznego Armenii. W rezultacie dwie główne siły polityczne regionu: kalifat bagdadzki i Cesarstwo Bizantyńskie uznały niezależność państwa (odpowiednio w 885 i 886 r.). Kraj w tym okresie jest nazwany królestwem anijskim, od nazwy starego ormiańskiego miasta Ani, które u szczytu rozwoju państwa, w 964 r. stało się jego stolicą. Liczba ludności będącego obecnie zbiorowiskiem ruin miasta Ani, które nazywano „miastem 1001 kościołów” mogła dochodzić do 50–100 tys. Na przełomie X i XI wieku Armenia była silnym i gęsto zaludnionym państwem, silnie oddziałującym, zarówno politycznie, jak i gospodarczo, na inne kraje regionu. Niemniej Armenia znajdowała się między dwoma konkurującymi ze sobą potężnymi sąsiadami: Bizancjum i kalifatem Abbasydów i to, że żaden z tych krajów nie zdecydował się na podbój Królestwa Anijskiego, spowodowany był chęcią zachowania równowagi w regionie, a w interesie obu krajów było istnienie względnie silnego państwa buforowego.
Choć dzięki feudalizmowi nastąpił szybki rozwój kraju, wkrótce ten sam czynnik – poprzez osłabienie władzy centralnej i umacnianie się lokalnych władców – doprowadził do znacznego osłabienia państwa. Wewnętrzne osłabienie kraju doprowadziło do tego, że w 1045 r. Bizantyjczycy zdobyli Ani, zaś 1064 r. miasto zdobyli i zburzyli Turcy seldżuccy pod wodzą Alp Arslana. W 1071 r., po klęsce armii bizantyjskiej w starciu z Seldżukami w bitwie pod Manzikertem, Turcy zajęli pozostałe tereny Wielkiej Armenii oraz znaczną część Anatolii. W końcu XII i na początku XIII wieku północna część Wielkiej Armenii znalazła się we władzy szybko rozwijającego się państwa gruzińskiego.

## Królestwo cylicyjskie
Pod koniec XI wieku, ok. 1080 r., późniejszy Ruben I, krewny ostatnich ormiańskich władców z dynastii Bagratydów, wyzwolił Cylicję i część Małej Armenii, gdzie na górzystych terenach od dawna mieszkali liczni Ormianie, którzy na przestrzeni wcześniejszych stuleci zbiegli tam pod naporem obcych najeźdźców (Persów i Turków).

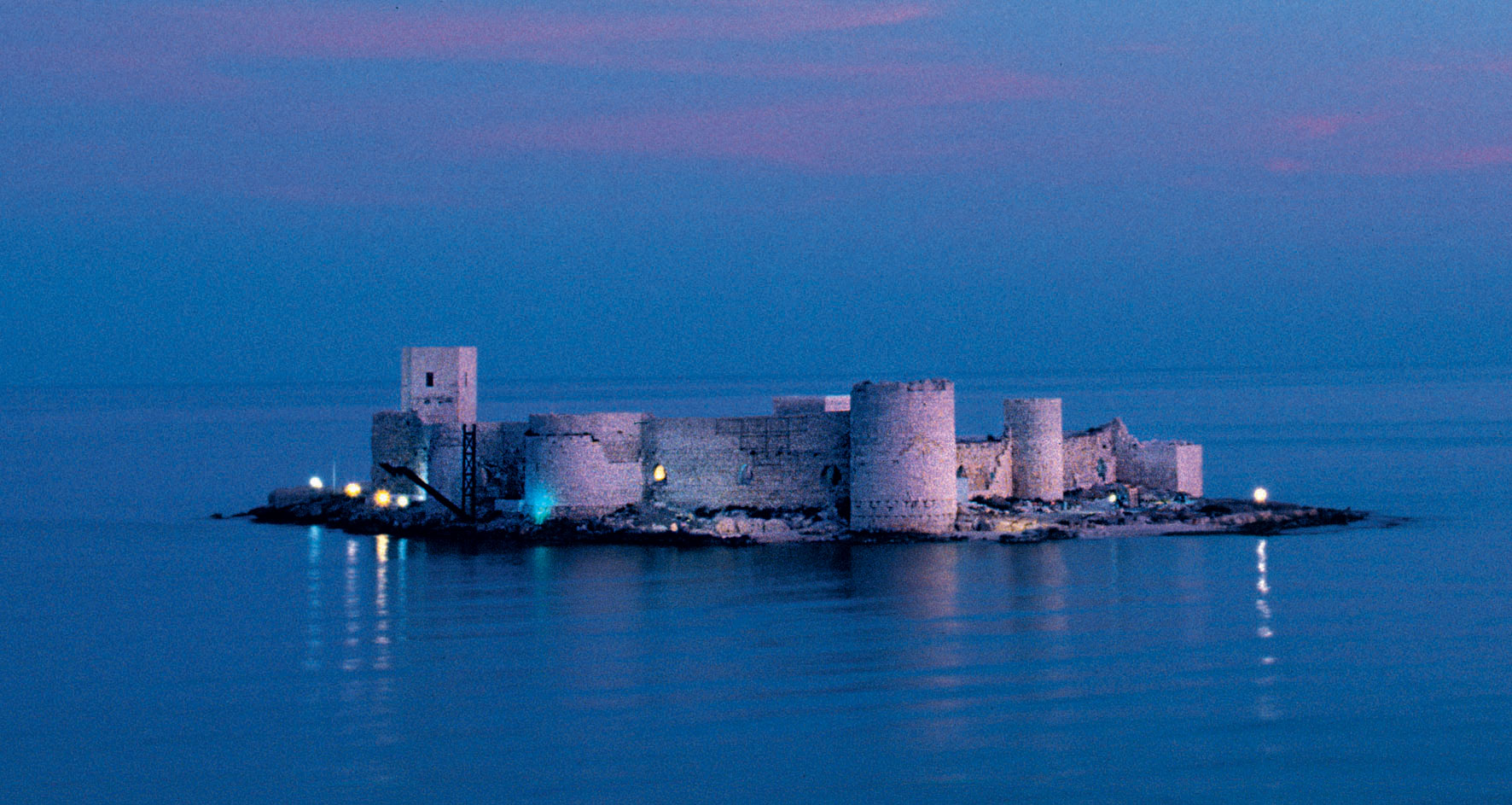
XIII-wieczna forteca ormiańska w Cylicji (Kızkalesi)

Królestwo cylicyjskie

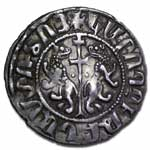
moneta Armenii cylicyjskiej

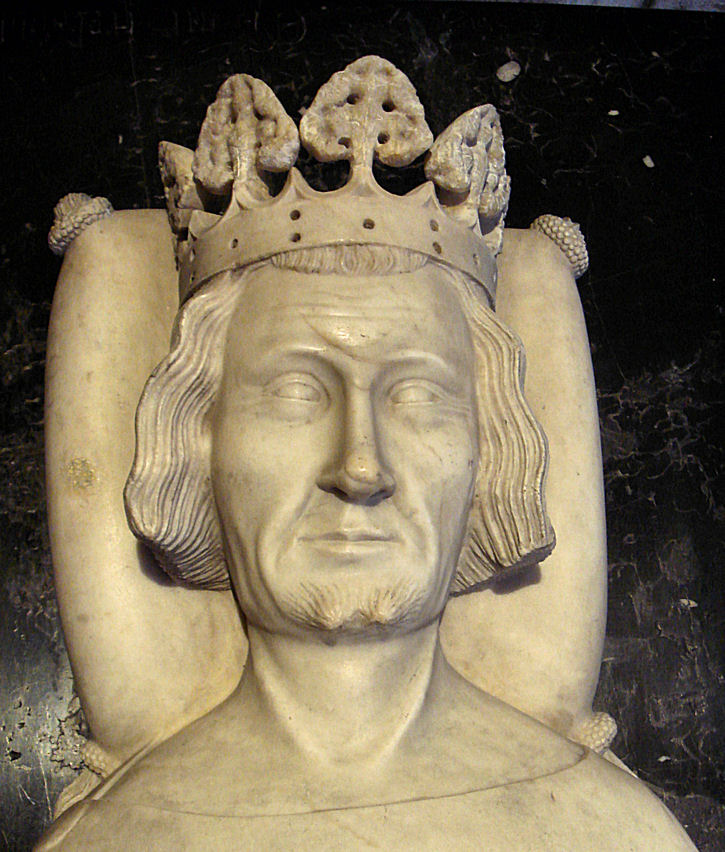
Leon V – ostatni władca Armenii cylicyjskiej

Aby uniknąć śmierci (lub niewoli) z rąk tureckich najeźdźców, jak to się stało z jego krewnym, ostatnim władcą państwa anijskiego, Galikiem II, Ruben wraz z licznymi Ormianami uciekł z terenów Armenii Wielkiej na znajdujące się pod władaniem Bizancjum tereny, zaś lokalna administracja cesarska w mieście Tars udzieliła mu azylu. W ten sposób polityczno-kulturowe centrum narodu ormiańskiego przesunęło się na południe, gdzie zaistniało państwo nazwane Armenią Małą.
Po tym, jak uczestnicy I Krucjaty założyli pierwsze państwa na wschodnim wybrzeżu Morza Śródziemnego i w górnej Mezopotamii (hrabstwo Edessy), państwo ormiańskie nawiązało pierwsze kontakty z innymi niż Bizancjum państwami chrześcijańskimi Europy. Gdy późniejszy król jerozolimski Baldwin I z Boulogne wraz z pozostałymi krzyżowcami przeprawiał się przez Azję Mniejszą w kierunku Jerozolimy, korzystał z gościny Torosa, ormiańskiego władcy Edessy. Ponieważ Ormianie uważali Seldżuków za wrogów, a i z Bizantyjczykami ich stosunki były nieprzyjazne, perspektywa nawiązania przyjaźni z silnym sojusznikiem spowodowała, iż bardzo życzliwie odnosili się do Baldwina, i kiedy Toros został zabity, Baldwin został władcą nowego państewka krzyżowców – Hrabstwa Edessy. Można domniemywać, iż Ormianie byli zadowoleni ze związku z krzyżowcami, gdyż licznie wspomagali rycerzy z Europy w ich walce z muzułmanami.
Wiele okoliczności, zwłaszcza wydarzenia III Krucjaty sprawiły, że Armenia Mała, która od połowy XII wieku była jedynym znaczącym chrześcijańskim państwem na Bliskim Wschodzie, stała się obszarem, o wpływ nad którym rywalizowały największe ówczesne potęgi, jak kalifat, papiestwo, Święte Cesarstwo Rzymskie Narodu Niemieckiego i Bizancjum. Taką rywalizację o wpływy wykorzystał władca Małej Armenii Leon II z dynastii Hetumidów, który 6 stycznia 1198 r. w Tarsie koronował się na króla, co, chcąc zyskać przewagę nad konkurentami w zakresie wpływów w tym kraju, szybko uznały Bizancjum i Święte Cesarstwo Rzymskie.
Władcy Armenii pozostawali w dość bliskich stosunkach z krzyżowcami i podejmowali współpracę w trakcie kolejnych krucjat. W tym czasie ormiańska Cylicja dobrze prosperowała pod względem gospodarczym, jednocześnie następowała stopniowa armenizacja nieormiańskiej części ludności, przy czym wytworzona tutaj kultura ormiańska pozostawała pod bardzo silnym wpływem kultury zachodniej, którą szerzyli krzyżowcy, jak i hellenistycznej kultury Cylicji. Kulturowy wpływ krzyżowców–katolików (i – w mniejszym stopniu – ich dość nieliczne osadnictwo w Cylicji) spowodowały postępujący rozwój katolicyzmu na terenie kraju, co z kolei spowodowało starania papieży o przyjęcie katolicyzmu przez władcę państwa, a następnie przez cały kraj. Ta sytuacja spowodowała podział społeczeństwa na obóz prokatolicki i zwolenników kościoła ormiańskiego, zaliczanego do kościołów wschodnich. Spowodowało to pewne napięcia w polityce wewnętrznej.
Ormiańska niezależność przetrwała do 1375 r., kiedy wojska egipskich Mameluków na czele z sułtanem Al-Aszrafem Szabanem, wykorzystując niestabilną sytuację w Małej Armenii, zniszczyli kraj. Ostatni władca, Leon V z dynastii Luzynianów (Lusignanów) (choć od strony matki – Rubenid), po wydostaniu się z niewoli egipskiej wyjechał do Paryża, gdzie zmarł w 1393 r. W 1403 r. Armenia Cylicyjska przeszła we władanie Turków, w 1508 zajęli ją Safawidzi, zaś ostatecznie w 1522 i 1574 r. dostała się we władanie państwa osmańskiego.

## Armenia w okresie wczesnej nowożytności

### Armenia wschodnia

#### Armenia pod władzą Persów

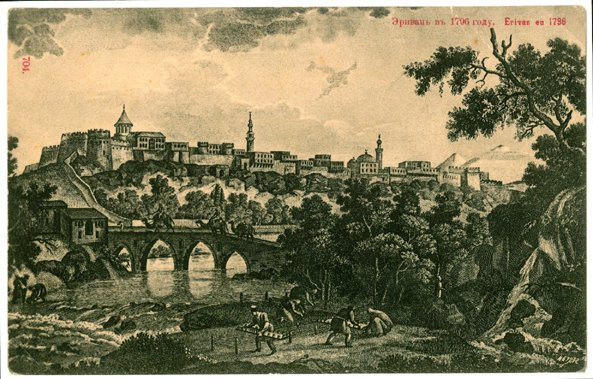
Dzisiejsza stolica kraju – Erywań w 1796 r.

Dzięki swemu strategicznemu położeniu Armenia nieustannie była przedmiotem wojen i ziemie te często przechodziły spod władzy Turków w ręce Persów i odwrotnie. W okresie największego nasilenia wojen persko-tureckich, w okresie 1513–1737 Erywań przechodził z rąk do rąk czternaście razy.
Często powodowało to znaczne zniszczenia i straty ludnościowe. W 1604 r. władca Persji Abbas I Wielki w czasie kolejnej wojny z Turcją zastosował taktykę spalonej ziemi. Już na początku kampanii armia perska zdobyła stare ormiańskie miasto Culfa w Nachiczewanie, a następnie zajęte zostały duże obszary w rejonie doliny ararackiej. Szach, zdając sobie sprawę, iż jego armia raczej nie będzie w stanie stawić czoła silniejszej armii tureckiej, stosował ostrożną strategię: zależnie od sytuacji uderzał i wycofywał się, nie ryzykując we frontalnego starcia z liczniejszym przeciwnikiem. Po zajęciu Karsu Abbas dowiedział się o zbliżającej się potężnej armii tureckiej, którą dowodził wezyr Cığalazade Yusuf Sinan Paşa i nakazał odwrót. Aby uniemożliwić wrogowi utrzymanie się na tych obszarach, Abbas wydał rozkaz zabrania całej żywności oraz całkowitego zniszczenia wszystkich miast i wsi na zajętym obszarze, zaś wszystkim mieszkańcom nakazano towarzyszenie wycofującym się Persom. Ci, którzy próbowali pozostać, byli na miejscu zabijani. Wysiedlono ok. 300 tys. ludzi; jedynie ok. połowa z nich przeżyła wypędzenie – wiele tysięcy utonęło w czasie przeprawy przez Araks (na którym wcześniej, na rozkaz szacha zniszczono jedyny most, by uniemożliwić przeprawę wojskom tureckim), liczni zmarli z głodu, zimna i trudów wędrówki, reszta dotarła do okolic stolicy Persji, Isfahanu.
Zgodnie z zamierzeniami szacha, Turcy nie byli w stanie przezimować na spustoszonych ziemiach. Ich armia, osłabiona głodem i rozlokowana w oddalonych od siebie miejscach, nie była w stanie odeprzeć ponownego ataku Persów w 1606 r. Taktyka spalonej ziemi przyniosła efekt – Persja opanowała część Armenii. Na zajętych wówczas terenach utworzono Emirat Erywania.

#### Armenia w składzieCesarstwa Rosyjskiego
W wyniku wojny rosyjsko-perskiej (1826–1828) historyczne terytorium Armenii, znajdujące się pod kontrolą Persji (m.in. okolice Erywania i jeziora Sewan) zostało przyłączone do Rosji, gdzie tereny te otrzymały nazwę Prowincji Erywania (ros. Провинция Ереванa).

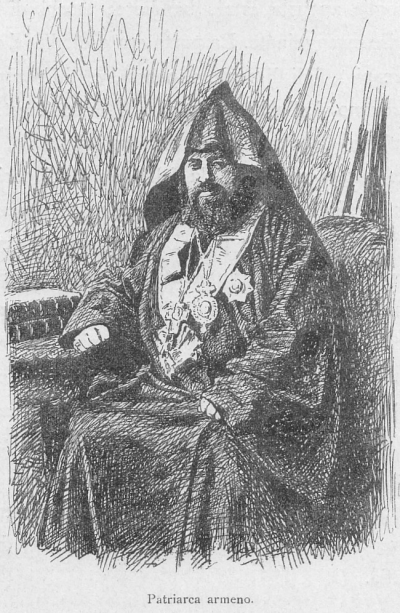
Patriarcha ormiański z Konstantynopola

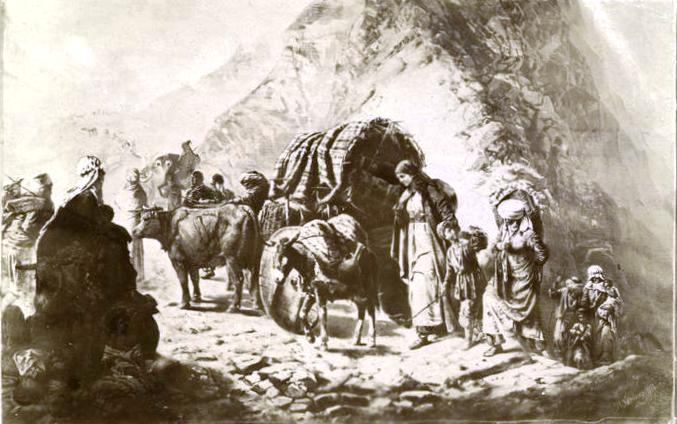
Uchodźcy ormiańcy w Gruzji w trakcie wojny rosyjsko-tureckiej z lat 1878–1879

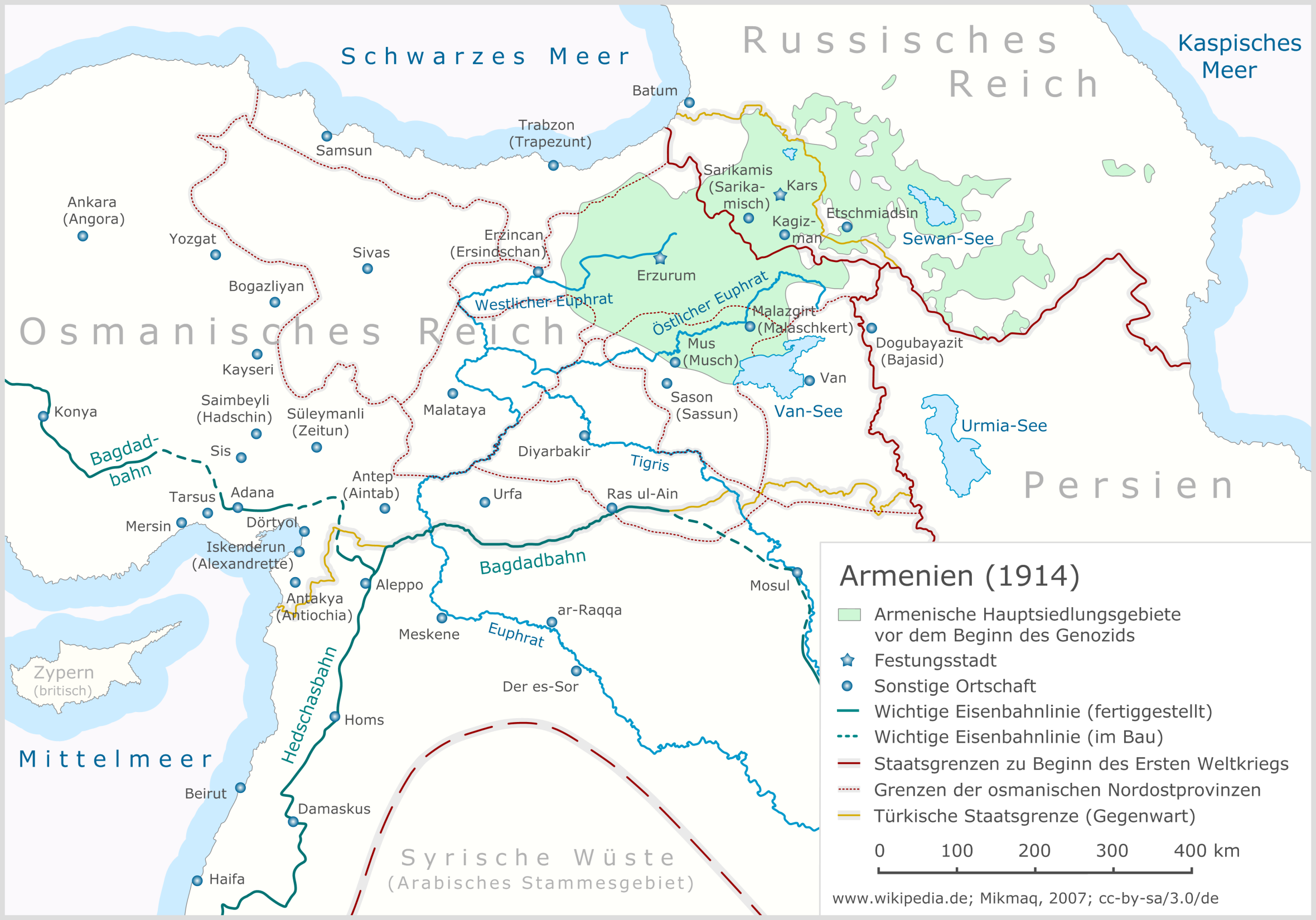
Obszar zamieszkany przez Ormian w 1914 r.

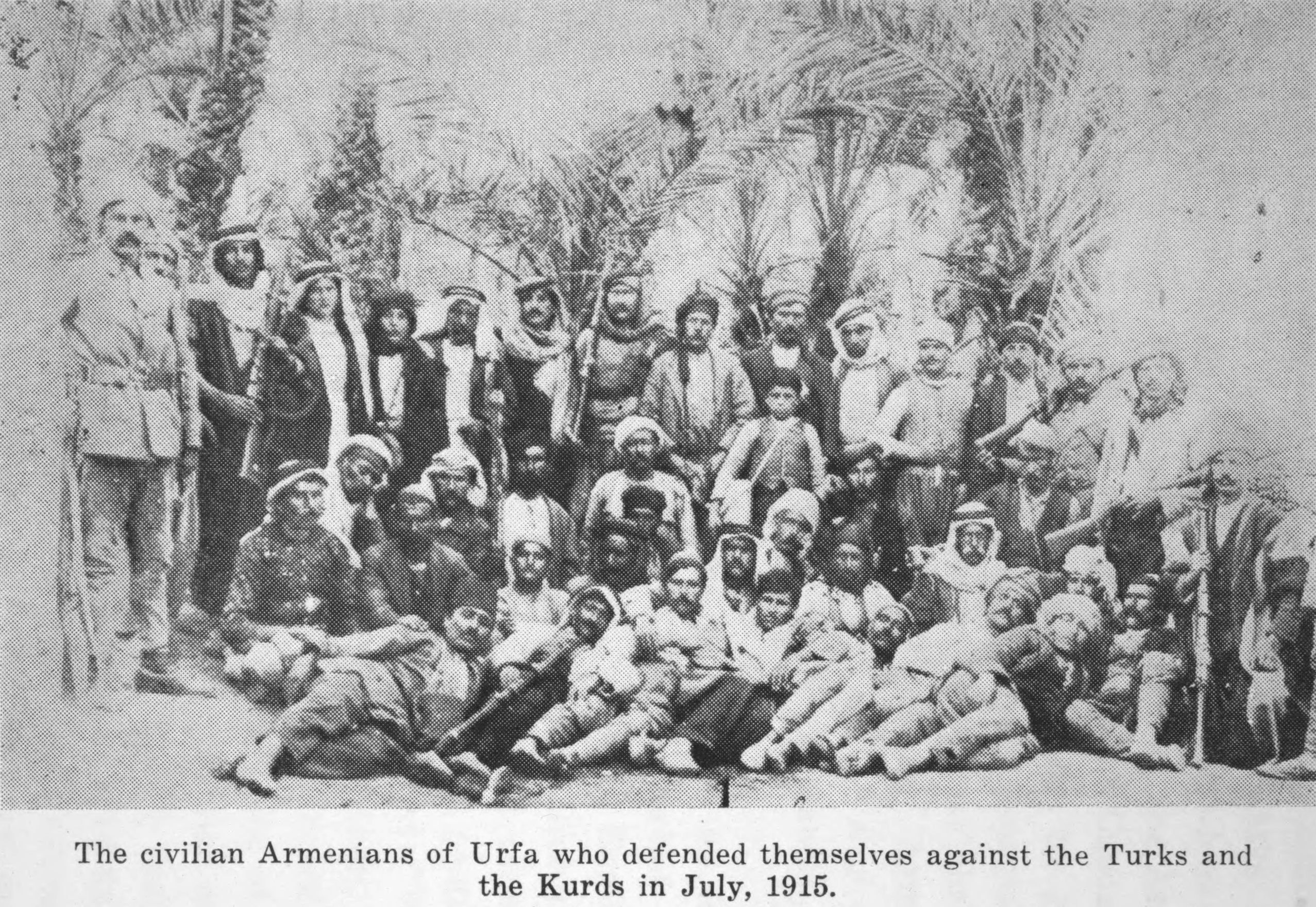
Bojownicy ormiańscy w rejonie Urfy (1915 r.)

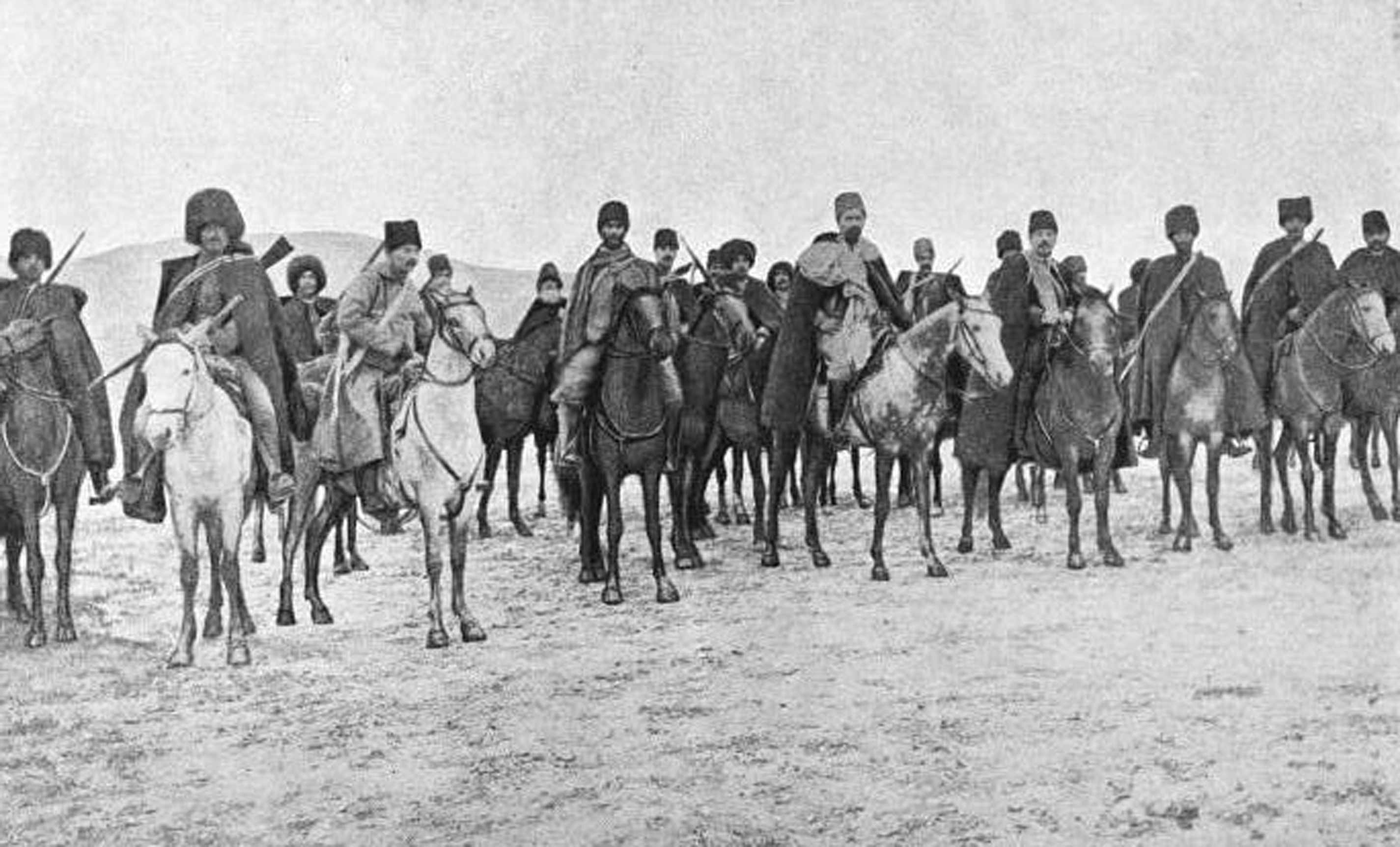
Ormiańscy ochotnicy w armii rosyjskiej

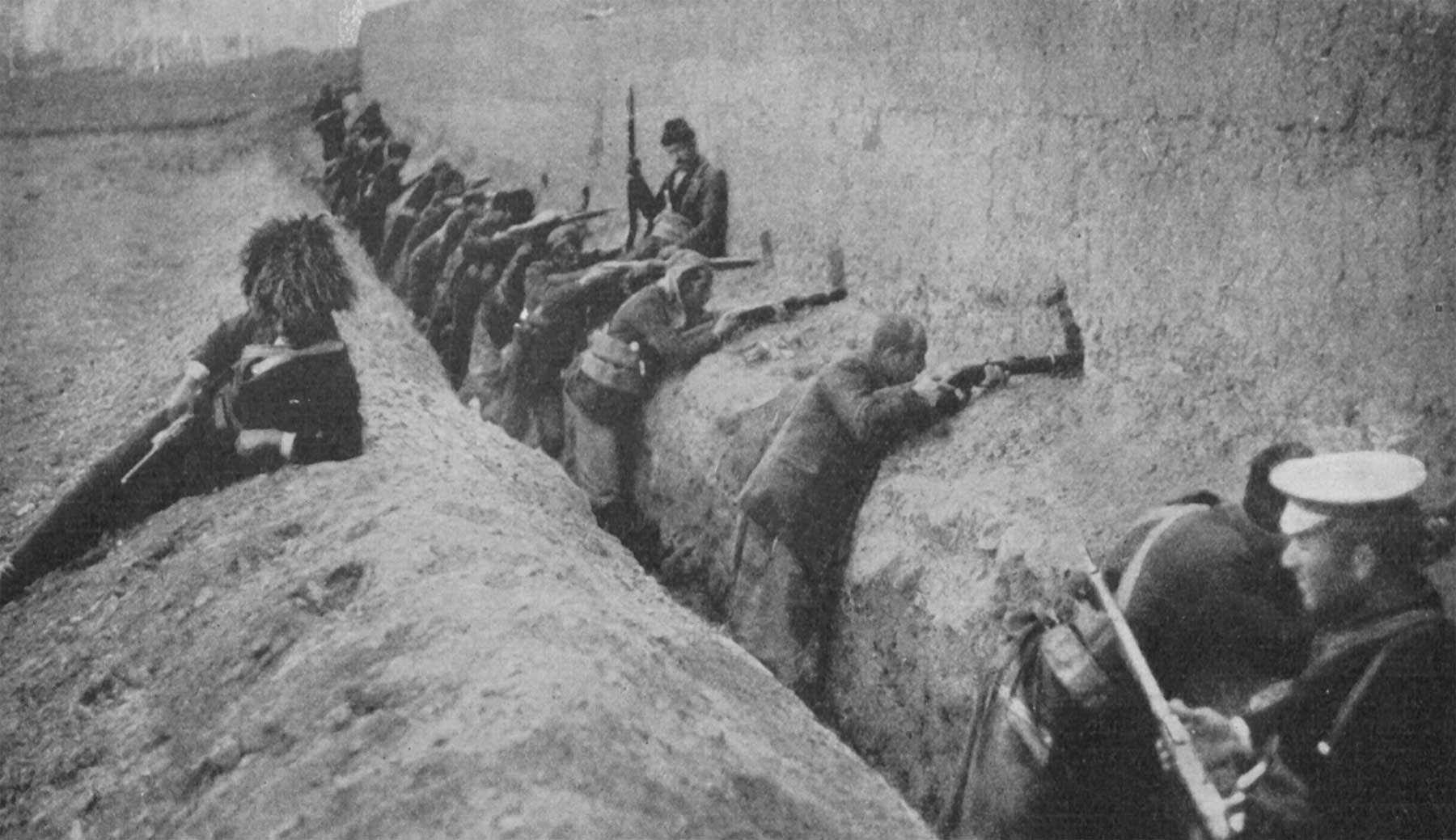
Ormiańscy obrońcy Wanu

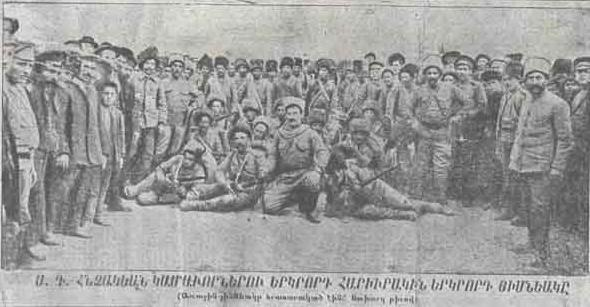
Bojownicy ormiańscy w 1915 r.

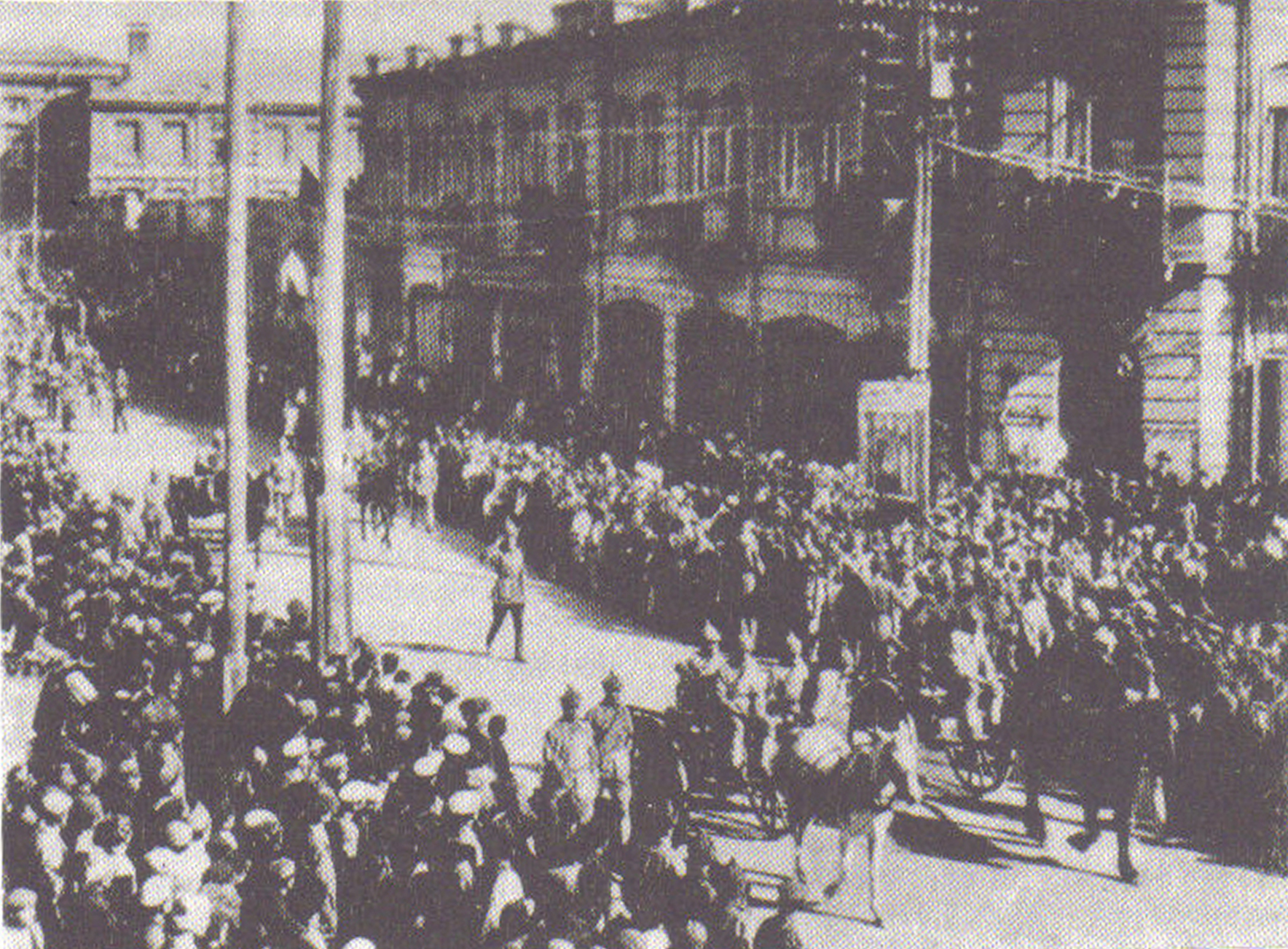
Wkroczenie 11. Armii Radzieckiej do Erywania, 4 grudnia 1920 r.

W XIX wieku Cesarstwo Rosyjskie napierało na imperium osmańskie i toczyło z nim liczne wojny. Celem naporu na należące do Osmanów obszary Armenii była chęć uzyskania przez Rosję bezpośredniego dostępu do Morza Śródziemnego. To dążenie doprowadziło do VIII wojny rosyjsko-tureckiej (1828–1829), jednak w jej wyniku Osmanowie musieli ustąpić Rosji jedynie niewielką część historycznej Armenii (tzw. Armenia Wschodnia). W granicach państwa osmańskiego pozostała znacznie większa część Armenii, tzw. Armenia Zachodnia.

### Armenia Zachodnia
Po podboju Konstantynopola w 1453 r. sułtan Mehmed II obrał to miasto na swoją stolicę. Ponieważ władcy tureccy chcieli mieć pod kontrolą stosunki religijne panujące w państwie, sułtani wymogli na religijnych władzach kościoła ormiańskiego utworzenie w Stambule patriarchatu ormiańskiego.
W państwie tureckim Ormianie, podobnie jak i inni niemuzułmanie musieli płacić liczne dodatkowe podatki oraz spełniać inne dodatkowe świadczenia (m.in. istniał obowiązek oddawania części dzieci płci męskiej do służby w formacjach wojskowych janczarów). Ponadto o ile Ormianie żyjący w Konstantynopolu cieszyli się pewnymi względami sułtanów, ludność ormiańska zamieszkująca Armenię wystawiona była na łaskę i niełaskę miejscowych baszów i bejów oraz musiała opłacać się plemionom kurdyjskim.
Ormiański ruch narodowowyzwoleńczy, mający ma celu uwolnienie kraju spod obcej władzy, skierowany był zarówno przeciwko Turcji, jak i – w mniejszym jednak stopniu – Rosji. Ruchy narodowowyzwoleńcze wśród narodów Półwyspu Bałkańskiego oraz zaangażowanie państw europejskich w tzw. kwestię wschodnią wywarły silny wpływ na rozwój oraz budowę ideologicznych fundamentów ruchu niepodległościowego wśród tureckich Ormian. Ruch ten był organizowany w ramach trzech ormiańskich partii politycznych: Hunczakian, Armenankan i – najsilniejszej wśród nich – Dasznakcutiun.
Po tym, jak sułtan Abdulmecid I w 1839 r. rozpoczął program reform, położenie Ormian w Imperium Osmańskim, przynajmniej pod względem prawnym, nieznacznie się poprawiło.

## Armenia w XX wieku

### Ludobójstwo Ormian
W ostatnich latach istnienia państwa osmańskiego doszło do czystek etnicznych i pogromów chrześcijan, w których szczególnie silnie ucierpieli Ormianie. Pierwsza duża fala pogromów i zabójstw Ormian nastąpiła w latach 1894–1896, kiedy zginąć mogło nawet 300 tys. ludzi, a ostatnia, największa, w latach 1915–1923 (w największym nasileniu do 1917 r.). Przyczyną rzezi rozpoczętej w 1915 r. były – oprócz rozbudzonego przez młodoturków tureckiego nacjonalizmu – oskarżenia Ormian o sprzyjanie Rosji, z którą Turcja znajdowała się w stanie wojny. Zdecydowana większość historyków uważa wydarzenia z lat 1915–1923 za ludobójstwo zorganizowane przez aparat państwa tureckiego, natomiast uczeni tureccy (i władze tego kraju) twierdzą, iż wydarzenia z tego okresu miały charakter wojny domowej, zaś ofiary były po obu stronach. Trudno ustalić liczbę Ormian, którzy zginęli w tym okresie. Zwykle podaje się liczbę 1–1,5 mln, choć szacunki wahają się od 0,5 do 2 mln.
Dzień 24 kwietnia, tj. rocznica dokonanych w Stambule w 1915 r. masowych aresztowań przedstawicieli ormiańskiej inteligencji (spośród których znaczną większość zamordowano), co było początkiem rzezi z lat 1915–1917 (23), jest w Armenii dniem żałoby i pamięci ofiar.

### Demokratyczna republika Armenii (1917–1922)

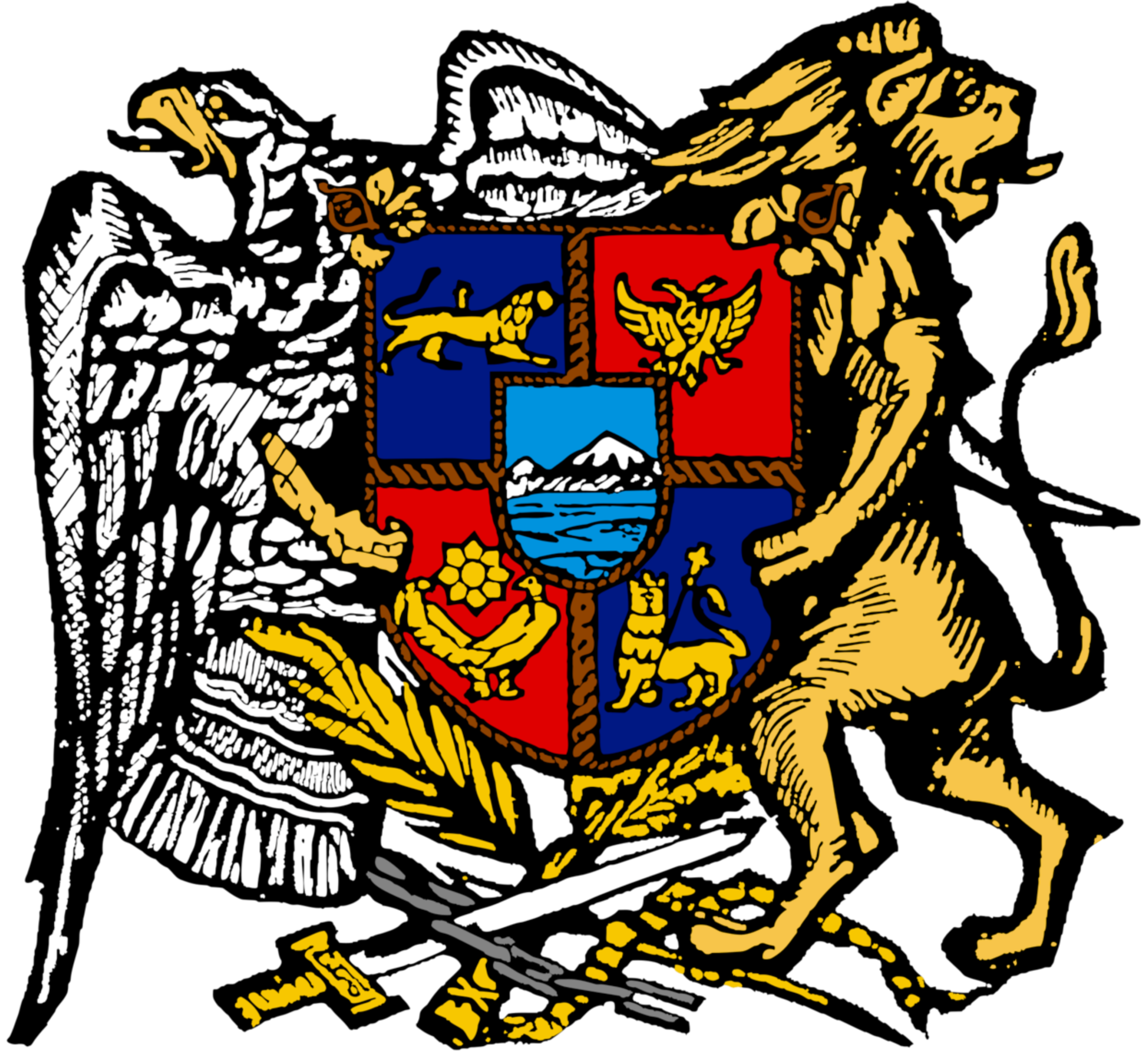
Godło Demokratycznej Republiki Armenii

Pomiędzy IV i XIX wiekiem zamieszkane przez Ormian ziemie były podbijane przez Persów, Bizantyjczyków, Arabów, Mongołów, Turków i Rosjan i dopiero rozpad Imperium Osmańskiego i zamęt w Rosji po I wojnie światowej pozwoliły na podjęcie próby stworzenia niepodległego państwa ormiańskiego.
Po rewolucji październikowej i dojściu bolszewików do władzy, na czele Armenii stanął Stepan Szaumian. Jeszcze we wrześniu 1917 r. na zjeździe w Tbilisi wybrano Ormiańską Radę Narodową – pierwszy organ władzy najwyższej od 1375 r., kiedy padła Mała Armenia. W tym samym czasie tureccy nacjonaliści na czele z Mustafą Kemalem Paszą (Atatürkiem), korzystając z przyjaznych stosunków z bolszewikami, usiłowali wykorzystać ich poparcie do budowy nowoczesnego państwa narodowego. Sojusz rosyjsko-turecki był z natury bardzo niebezpieczny dla ruchu ormiańskiego, dążącego do odzyskania niepodległości. Podpisanie układu o przyjaźni między Turcją a Rosją Sowiecką umożliwiło wojskom tureckim przeprowadzenie ataku na nowo powstałe państwo ormiańskie. Pod naporem sił tureckich i sprzymierzonych z nimi nieregularnych oddziałów kurdyjskch, wojska ormiańskie wycofały się – najpierw władze kraju przeniosły się z Erzincanu do Erzurum, a następnie opuściły i to miasto. W tym czasie na południowym wschodzie, w rejonie Wanu, Ormianie do kwietnia 1918 r. kontynuowali opór, lecz ostatecznie zostali wyparci do Persji. Sytuacja wojsk ormiańskich pogorszyła się, gdy azerbejdżańscy Tatarzy odcięli ich linie zaopatrzeniowe. Zerwało to łączność pomiędzy Ormiańską Radą Narodową w gruzińskim Tbilisi a jej odpowiednikiem w Erywaniu. Mimo to 28 maja 1918 r. proklamowano powstanie Demokratycznej Republiki Armenii. Młode państwo uwikłane było w spory terytorialne ze wszystkimi sąsiadami (oprócz Turcji – z Azerbejdżanem i Gruzją), co spowodowało wojnę armeńsko-gruzińską i azersko-armeńską. Wojna z Turcją została na krótko zakończona korzystnym dla Armenii traktatem z Sèvres (10 sierpnia 1920 r.), przyjętym przez Turcję pod naciskiem Ententy, przyznającym Armenii dość duże korzyści terytorialne.
W 1920 r. doszło do incydentu na granicy ormiańsko-tureckiej, który turecki generał Kâzım Karabekir wykorzystał do wtargnięcia z 4 batalionami wojska na teren Demokratycznej Republiki Armenii i wyparcie z tych obszarów armii ormańskiej. W odpowiedzi rząd Armenii wypowiedział Turcji wojnę.
Wynik tej wojny był dla Armenii bardzo niepomyślny: zgodnie z postanowieniami traktatu aleksandropolskiego z 2 grudnia 1920 r. państwo to utraciło ok. 50% ziem (w tym całość obszaru przyznanego traktatem z Sèvres) oraz musiało znacznie zredukować armię.
Wkrótce po zawarciu pokoju, z sąsiedniego Azerbejdżanu przybył do Armenii działacz komunistyczny Grigorij (Sergo) Ordżonikidze z misją zorganizowania w kraju nowego, probolszewickiego rządu. Z kolei jeszcze w trakcie trwania negocjacji pokojowych z Turcją, 29 listopada 1920 r. 11 Armia Radziecka wkroczyła do Armenii w rejonie Karawansaraju (obecnie Idżewna) i wmaszerowała do Erywania.
Wojska radzieckie wyparły pozostające jeszcze w Armenii siły tureckie, lecz władze bolszewickie nie chciały wojny z Turcją i szybko zawarto porozumienie pokojowe (traktat karski, 13 października 1921 r.), na mocy którego Turcja przekazała państwu bolszewików (od 1922 r. – ZSRR) Adżarię, w zamian za co otrzymała ormiańskie ziemie w rejonie Karsu (obecne tureckie prowincje: Kars, Iğdır i Ardahan). Przekazane Turkom ziemie obejmowały m.in. górę Ararat i ruiny miasta Ani – duchowe symbole Armenii.
W 1922 r. Armenia została włączona do Związku Sowieckiego jako jedna z trzech republik w Zakaukaskiej Federacyjnej Socjalistycznej Republiki Sowieckiej.

### Armenia sowiecka
Gdy Zakaukaska FSRR została rozwiązana w 1936 r., Armeńską SRR przyłączono bezpośrednio do ZSRR.

Godło Armeńskiej SRR

Armenię dotknęła kolektywizacja, brak swobód obywatelskich, a ponadto represje za rzeczywistą i domniemaną działalność antysowiecką, deportacje i zsyłki, które były szczególnie nasilone w okresie władzy Stalina i dotknęły setki tysięcy Ormian. Największą deportację ormiańskiej inteligencji na Syberię i do Kazachstanu przeprowadzono w lipcu 1949 r. – objęła ponad 100 tysięcy osób. Władze sowieckie były szczególnie wyczulone na punkcie działań nacjonalistycznych, które – jak słusznie się obawiano – mogły doprowadzić do wojny domowej w rejonie Kaukazu. W ramach walki z nacjonalizmem dochodziło do licznych nadużyć – szczególnie do lat 40. represje stosowano za krzewienie ormiańskiej kultury narodowej.
Jednym z pozytywnych rezultatów wejścia Armenii w skład ZSRR była ochrona przed wrogimi sąsiadami muzułmańskimi, zwłaszcza Turcją, a także Kurdami, Azerami i Tatarami. Jak bowiem wykazały doświadczenia z wojny turecko-ormiańskiej, po wiekach obcego panowania i związanego z nim osłabienia, w tym gospodarczego, kraj nie był w stanie udźwignąć trudów niebezpiecznego sąsiedztwa. Drugim z pozytywów był rozwój gospodarczy kraju – po latach zacofania w Armenii powstał nowoczesny przemysł, drogi, koleje, rozwinęły się miasta.

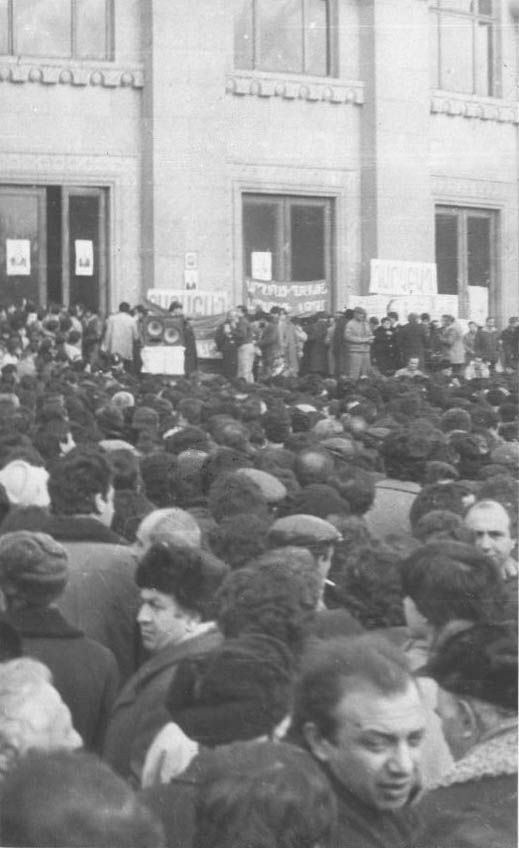
Wiec w Erywaniu w lecie 1988 r.

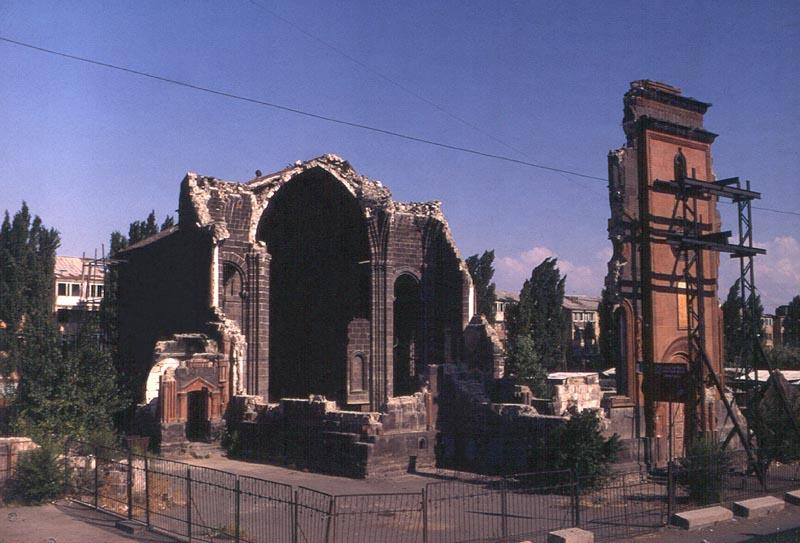
Zrujnowana w trakcie trzęsienia ziemi z 1988 r. katedra w Giumri

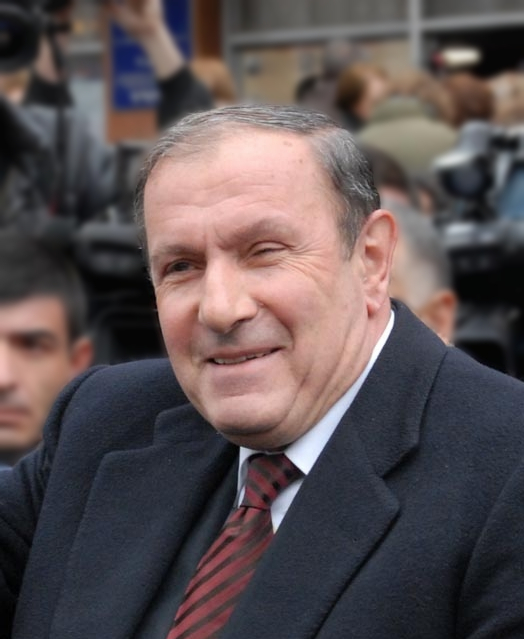
Lewon Ter-Petrosjan – pierwszy prezydent niepodległej Armenii

24 kwietnia 1965 r. dziesiątki tysięcy Ormian wyszły na ulice Erywania by uczcić pamięć ofiar ludobójstwa Ormian z 1915 r. Była to pierwsza w Związku Sowieckim tak wielka demonstracja o charakterze narodowym.
Pod koniec lat 80., na fali zmian politycznych w ZSRR, związanych z rozpoczętą przez Michaiła Gorbaczowa pieriestrojką, przez Armenię przeszła fala demonstracji – tysiące Ormian manifestowało m.in. na rzecz działań proekologicznych. Później, wraz z rozwojem konfliktu w Górskim Karabachu, demonstracje nabrały bardziej politycznego charakteru – zaczęto domagać się niepodległości.

### Armenia po rozpadzie ZSRR
23 sierpnia 1990 r. Armenia ogłosiła niezależność od ZSRR, jednak miało to jedynie charakter deklaracji i nie pociągnęło za sobą żadnych skutków prawnych. Dopiero po puczu moskiewskim zdecydowano się na referendum w kwestii niepodległości i ogłoszoną ją 21 września 1991 r. Także i ta decyzja miała raczej formalny charakter – rzeczywistą niepodległość kraj uzyskał po rozwiązaniu Związku Radzieckiego 25 grudnia 1991 r.
W ostatnich latach istnienia ZSRR pogrążał się w coraz większym kryzysie, dzięki czemu w poszczególne republiki związkowe, w tym Armenia, zdobywały coraz większy zakres samorządności. W pierwszych latach po uzyskaniu suwerenności, Armenia przeżywała liczne problemy. W 1988 r. silne trzęsienie ziemi zabiło dziesiątki tysięcy osób i zniszczyło wiele miast, m.in. Leninakan (obecnie Giumri) i Spitak.
20 lutego 1988 r. parlament zamieszkanego przez Ormian, lecz wchodzącego w skład Azerbejdżańskiej SRR Nagorno-Karabachskiego Obwodu Autonomicznego przegłosował zjednoczenie z Armenią, co doprowadziło do walk między karabachskimi Ormianami, popieranymi przez rodaków z Armenii, a Azerami. Po zwycięstwie Ormian Azerbejdżan i popierająca go Turcja rozpoczęły gospodarczą blokadę Armenii.
16 października 1991 r. pierwszym prezydentem Armenii został wybrany Lewon Ter-Petrosjan. Musiał walczyć z licznymi trudnościami, na czele z kryzysem gospodarczym, wywołanym głównie wyścigiem zbrojeń w ostatnich latach istnienia ZSRR, a spotęgowanym przez blokadę gospodarczą.
W 1998 r. przywódca Ormian z Górskiego Karabachu, Robert Koczarian, został wybrany na prezydenta Armenii. Wybory parlamentarne w 1999 wygrał opozycyjny wobec prezydenta blok Jedność. Po zabójstwie W. Sarkisjana premierem został A. Sarkisjan. W 2000 zastąpił go Andranik Markarian. W 2001 Armenia została pełnoprawnym członkiem Rady Europy. W 2005 w wyniku referendum przyjęto nowelizację konstytucji, zmieniającą ustrój Armenii z republiki prezydenckiej na republikę parlamentarną.
3 września 2013 roku prezydent Armenii Serż Sarkisjan wycofał się z parafowania umowy stowarzyszeniowej z Unią Europejską na listopadowym szczycie Partnerstwa Wschodniego w Wilnie.
Trzęsienie ziemi, wojna i kryzys gospodarczy spowodowały masową emigrację Ormian do Europy Zachodniej i Wschodniej, Ameryki i Australii, zaś ludność państwa dość znacznie się zmniejszyła.

## Diaspora ormiańska

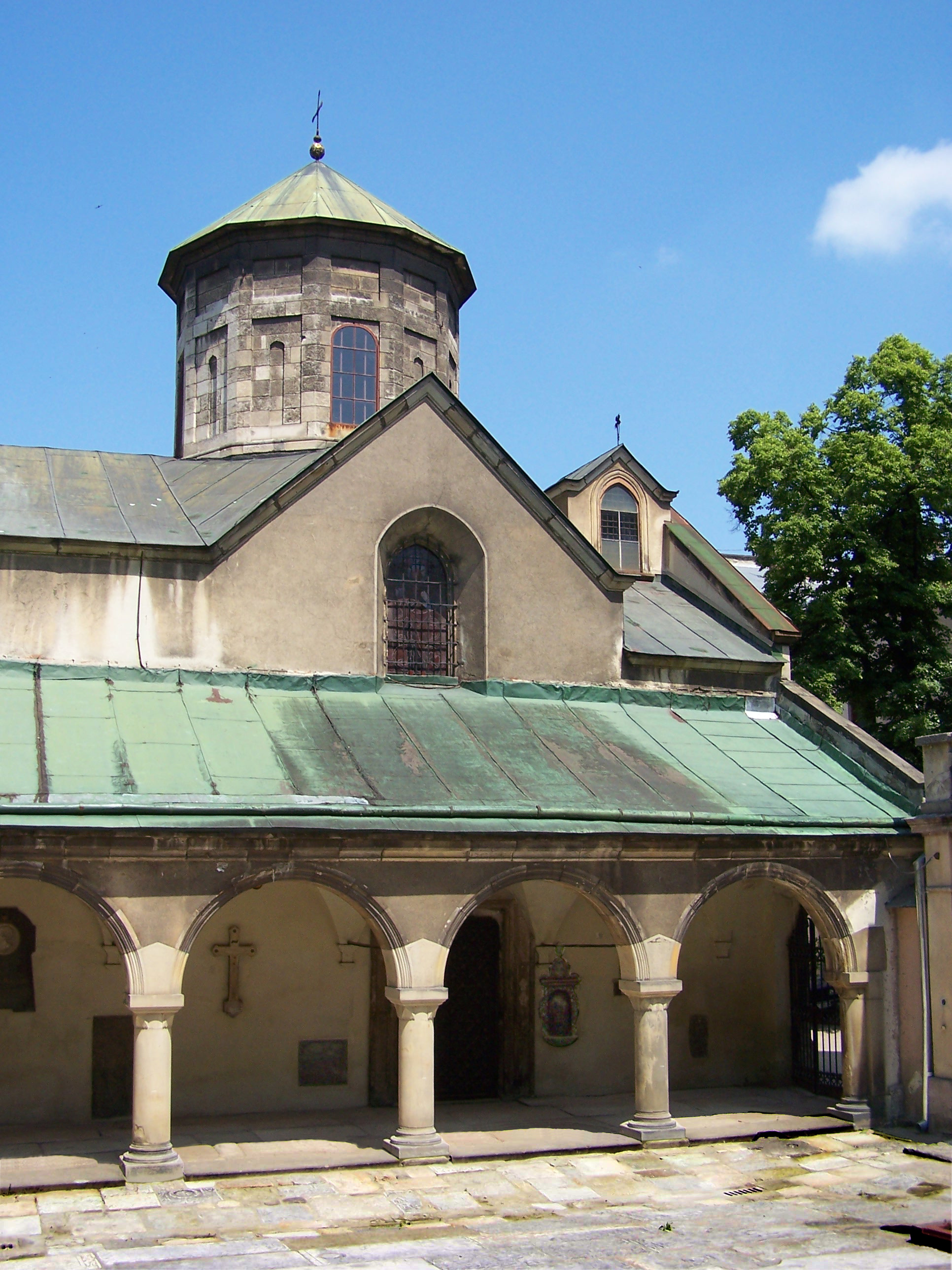
Katedra ormiańska we Lwowie

Polityczne losy kraju doprowadziły do emigracji. Ormianie rozprzestrzenili się po Europie i Azji, a następnie też w tzw. Nowym Świecie. Obecnie Ormianie mieszkają nawet w Indiach i Chinach, gdzie osiedli, uchodząc przed prześladowaniami Persów.
Do początku V wieku n.e. niezbyt liczne kolonie ormiańskie istniały jedynie w miastach na Bliskim Wschodzie. Dopiero po najazdach arabskich (VII – IX w.) i tureckich (XI w.) emigracja przybrała bardziej masowy charakter – liczna diaspora zaistniała w Konstantynopolu i innych miastach bizantyjskich, wkrótce też Ormianie rozprzestrzenili się po krajach całej Europy, zwłaszcza na terenach dzisiejszej Polski, Ukrainy (Galicji), Mołdawii, Węgier i in., oraz w większej niż dotychczas liczbie pojawili się w krajach Bliskiego Wschodu (zwłaszcza w Egipcie, Syrii i Libanie). Od XIV wieku duże kolonie ormiańskie pojawiły się też na terenie Gruzji, Rosji i tatarskiego Krymu.
W Polsce Ormianie osiedlili się w dość dużej liczbie i cieszyli się pewną autonomią pod względem prawnym, zaś jako grupa posiadali liczne przywileje.
W Rosji, która w czasach Piotra Wielkiego stała się sojusznikiem Ormian, powstawały całe wspólnoty ormiańskie. M.in. w okresie 1778–1779 Ormianie założyli w pobliżu ujścia Donu kilka wsi oraz miasto Nowy Nachiczewan (obecnie Rostów nad Donem, jedno z największych miast Rosji). W koloniach ormiańskich rozwijało się życie kulturalne, działały ormiańskie szkoły i wydawnictwa.
Do 1915 r. największa liczba Ormian mieszkała jednak w Turcji (zwłaszcza na terenie Armenii Zachodniej oraz w Stambule i jego okolicach). Po rzeziach z okresu I wojny światowej wielu spośród Ormian, którzy przeżyli, znalazło się na obszarach nowo powstałych państw: (Syrii, Libanu i in.); wkrótce duża część spośród nich wyemigrowała, zwłaszcza do Ameryki.
W latach władzy sowieckiej Ormianie licznie osiedlali się w różnych częściach ZSRR (zwłaszcza w Rosji, m.in. w Moskwie). Na wytworzenie się tej diaspory miały też wpływ prześladowania i deportacje za czasów Stalina. W czasie największej z nich, w masowej deportacji inteligencji ormiańskiej z lipca 1949 r., wielu Ormian trafiło do Azji Środkowej. Duża ich część zginęła, zaś pozostali stworzyli kolejne kolonie ormiańskie.
Pod koniec XX wieku liczni Ormianie opuścili ojczyznę w związku z kryzysem gospodarczym, jaki dotknął Armenię po rozpadzie ZSRR i w związku z blokadą ekonomiczną ze strony Turcji i Azerbejdżanu.
Obecnie głównymi skupiskami ormiańskiej diaspory są: Rosja, Stany Zjednoczone, Iran, Liban, Francja, Syria, Argentyna, Jordania, Bułgaria, Irak, Brazylia, Kanada, Australia itd.